# 口腔外科
口腔外科（こうくうげか、英語: oral surgery）とは、齲蝕や歯周病の治療を除く顎口腔領域の外科的処置を中心として、その疾病の口腔領域内医科的処置以外全般を扱う診療科である。
医歯2元論の日本においては歯科医業の一分野であり、口腔外科に従事する者はその殆どが歯科医師である。これは、咬合などの顎口腔機能が歯科と密接に関わっているためである。フランス・ドイツにおいては医師及び歯科医師のダブルライセンスが必要条件となり、米国でも両資格(ディグリー)を取得する流れとなりつつあるが、日本においてはダブルライセンスの者はごく少数でほとんどは歯科医師のシングルライセンスで行っているのが現状である。
なお、医療法施行令第3条の2、および厚生労働省令に歯科医業として規定されている標榜科名は、歯科口腔外科である。また、「口腔」の本来の読みは「こうこう」であるが、医学分野では「口孔」と区別するなどといった理由から慣用読みとして「こうくう」の読みが用いられている。

## 概要
口腔外科は、その特異性として顎口腔機能を中心として据えているために内科的処置やストレス障害に至るまでその受け持つ範囲は広い。取り扱う疾病も炎症や、外傷（交通事故・けんか・火傷等）、腫瘍、アレルギー、神経疾患、感染症から、奇形や各種症候群に至るまで口腔内から頭頸部顔面に至るまでの多種多様な疾病を受け持っている。

## 医業との関係
歯科医業である歯科口腔外科の診療領域については、医業との関係が問題になることがあるが、旧厚生省（現厚生労働省）の審議会で次のように申し合わされている。これは法的な拘束力を持つものではないが参考とされる。厚生労働省が、日本医師会と日本歯科医師会の会員を通じ、遵守を求めている。
歯科口腔外科の診療領域
標榜診療科としての歯科口腔外科の診療領域の対象は、原則として口唇、頬粘膜、上下歯槽、硬口蓋、舌前3分の2、口腔底に、軟口蓋、顎骨（顎関節を含む）、唾液腺（耳下腺を除く）を加える部位とする。
歯科口腔外科の診療領域における歯科と医科との協力関係
歯科口腔外科の診療の対象は口腔における歯科疾患が対象となるが、特に、悪性腫瘍の治療、口腔領域以外の組織を用いた口腔の部分への移植、その他治療上全身的管理を要する患者の治療に当たっては、治療に当たる歯科医師は適切に医師と連携をとる必要がある。